# Saigyō

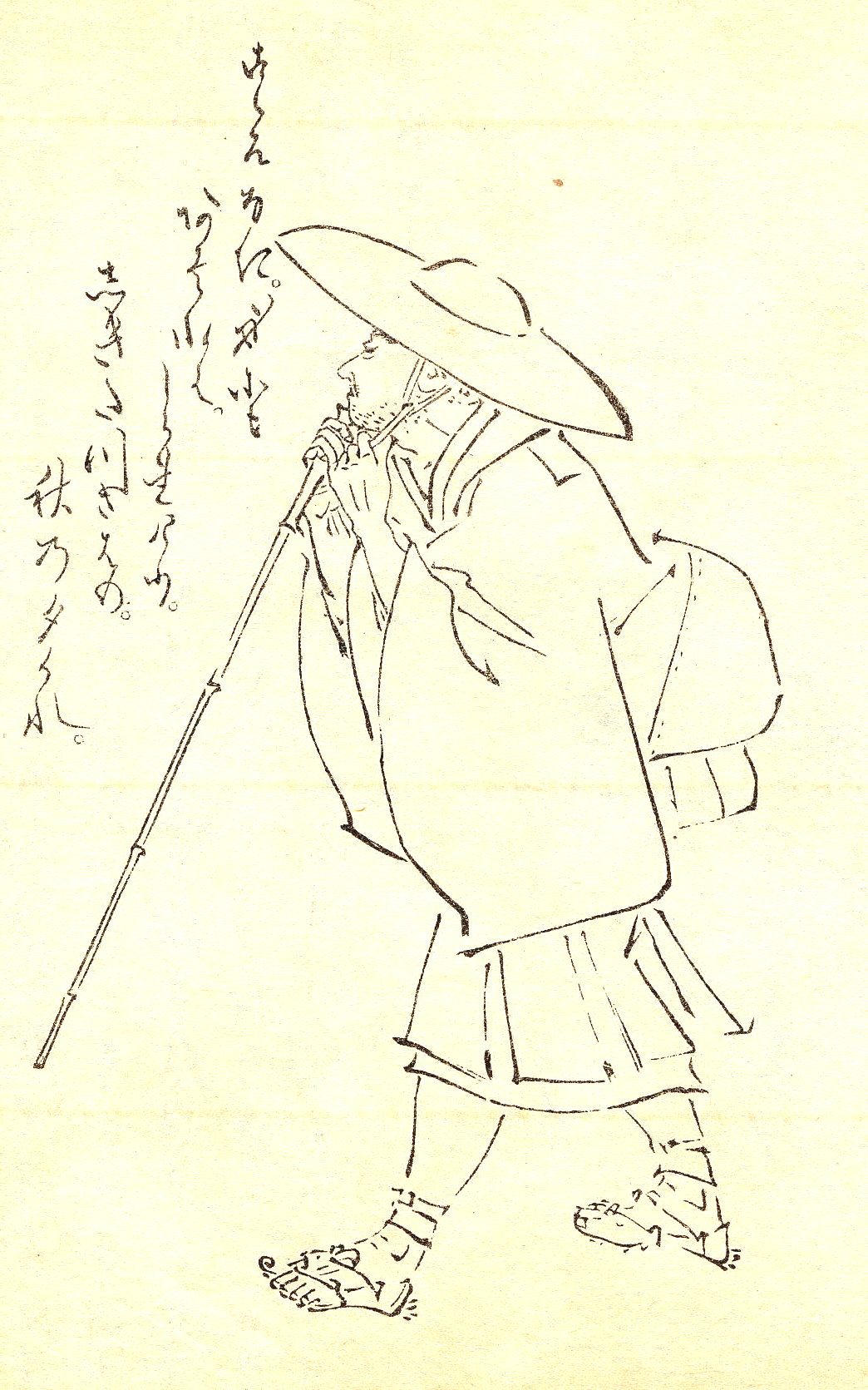
Saigyō (Zeichnung von Kikuchi Yōsai, späte Edo-Zeit)

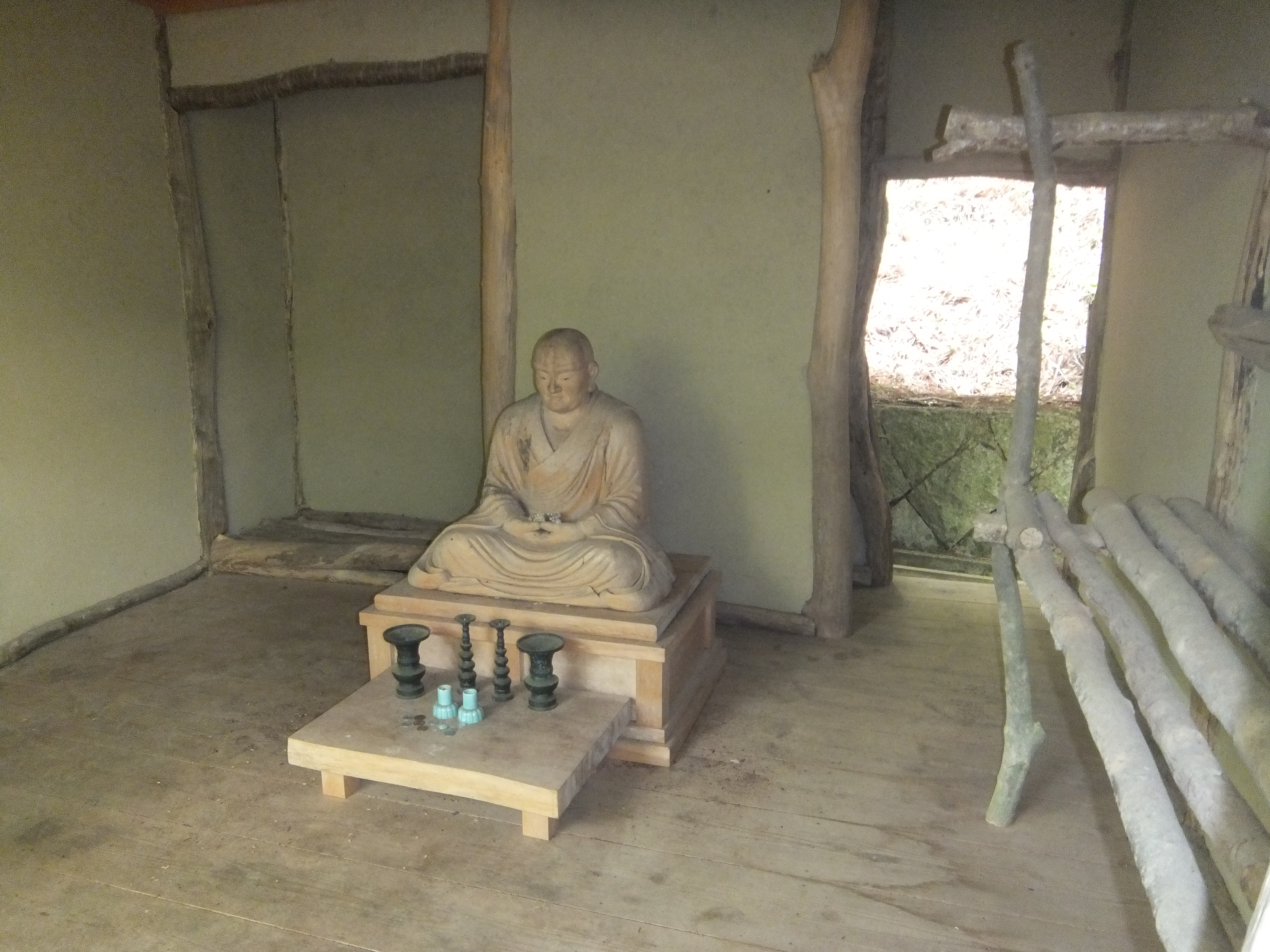
Saigyō-an, eine Hütte in den Bergen von Yoshino, in der Saigyō einige seiner berühmten Verse schrieb.

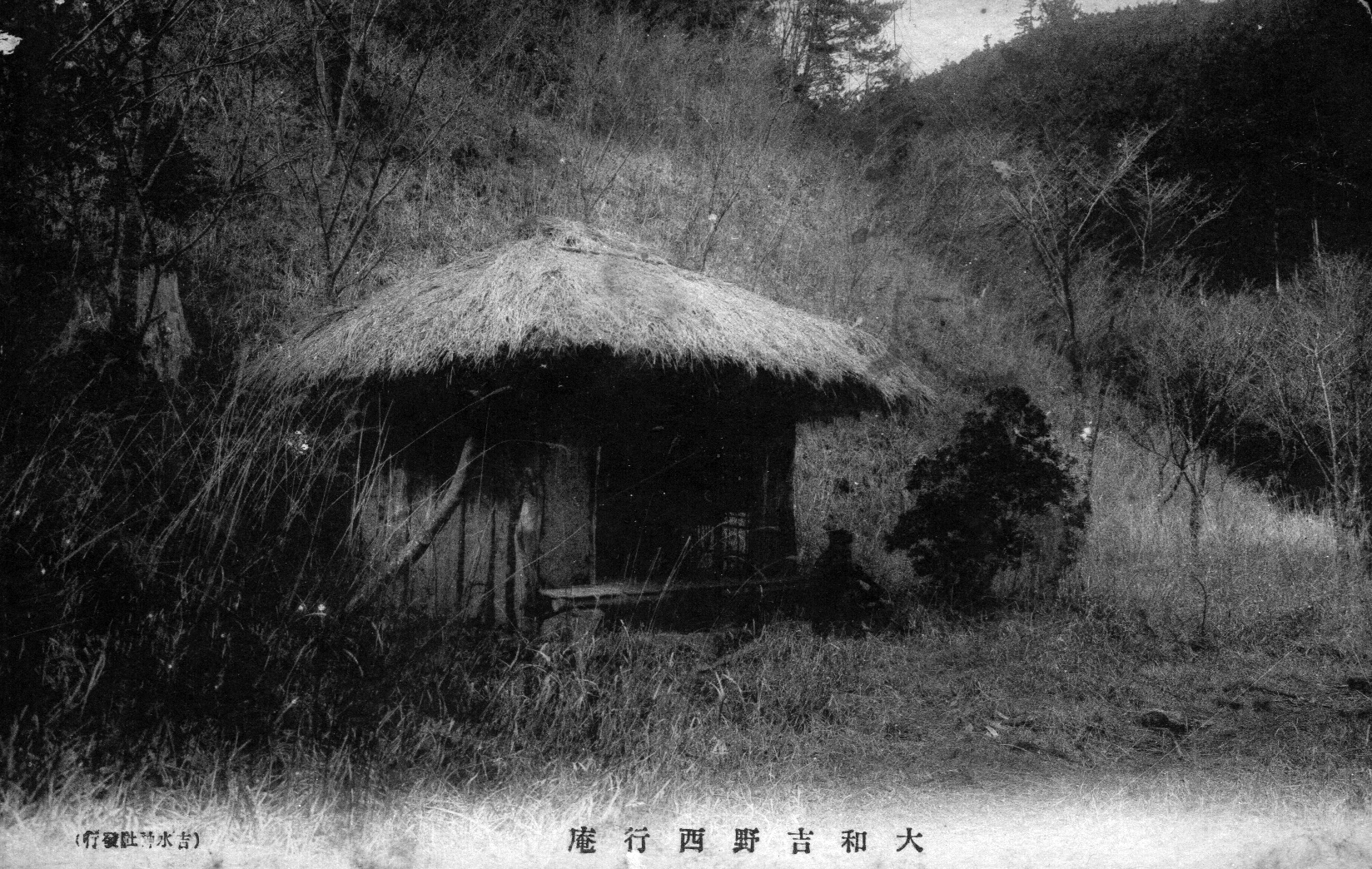
Saigyō-an, Anfang 20. Jh.

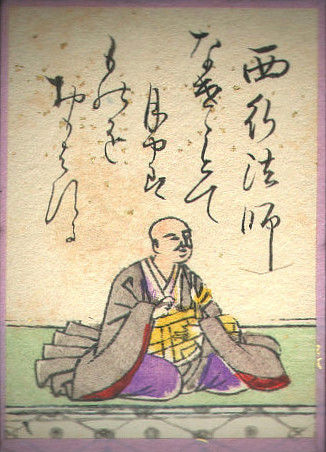
Fiktive Darstellung des Saigyō auf einer Spielkarte (spätes 19. Jahrhundert)

Saigyō (japanisch 西行; geboren 1118 in Kyōto; gestorben 1190), auch Saigyō Hōshi (西行 法師); eigentlich: Satō Norikiyo (佐藤 義清), war ein japanischer Poet und Mönch.

## Leben
Saigyō, ein Nachkomme des Fujiwara no Hidesato (10. Jahrhundert), hieß eigentlich Satō Norikiyo. Er wurde in Kyoto als Sohn einer wohlhabenden Familie geboren, die seit Generationen dem kaiserlichen Hof diente. Er konnte sehr geschickt mit Pfeil und Bogen umgehen und war gut in der Dichtkunst, worauf er ein Günstling des Ex-Kaisers Toba wurde, der ihm den Titel Hokumen no bushi (北面武士) gab. Er wuchs in einer Zeit auf, als sich die Macht im Staat vom Hofadel zur aufsteigenden Klasse des Schwert-Adels verlagerte. Im Alter von 16 Jahren diente er dem Haus Tokudaiji. Mit 18 Jahren gewährte man ihm den kaiserlichen Garderang dritten Grades.
Aber im Alter von 23 Jahren gab er Frau und Kinder auf, ging nach Saga und  wurde Mönch (法師, hōshi) der buddhistischen Shingon-Schule. Zunächst nannte er sich Eni (円位), danach Saigyō. Der Mönchsstatus ermöglichte ihm ein vergleichsweise freies Wanderleben, in dessen Verlauf er eine Fülle von Versen schuf, die er auch unterwegs vortrug.
Dieses ungebundene Leben missfiel dem berühmten Priester Mongaku, der ihn als schlechten Buddhisten kritisierte. Mongaku ging so weit, zu sagen, dass er ihn umbringen würde, wenn er ihn träfe. Als Saigyō dies hörte, suchte er Mongaku in dessen Tempel Shingo-ji (神護寺) auf dem Berg Takao auf und stellte sich ihm. Mongaku war dann doch sehr beeindruckt von ihm.
Saigyō machte sich dann auf den Weg nach Kamakura, wo ihn Minamoto no Yoritomo empfing, der sich dann gerne mit ihm über Dichtkunst und die Kunst des Bogenschießens unterhielt. Yoritomo schenkte beim Abschied Saigyō eine silberne Katze, die dieser dem ersten Kind, das er am Wege sah, weiterschenkte. – Saigyō begab sich dann in den Norden Japans, wo er bei einem seiner Verwandten, Fujiwara no Hidehira wohnen konnte.
Saigyō übte einen großen Einfluss auf spätere Dichter bis hin zu Sōgi (1421–1502) und Matsuo Bashō (1644–1694) aus. Von Zeitgenossen und späteren Generationen wurde er als Urbild des wandernden Poeten bzw. dichtenden Mönches hochgeschätzt.

## Stil
Saigyō war begeistert von der Schönheit der Natur, dies spiegelt sich auch in seinen Werken wider.

## Werkausgabe in deutscher Übersetzung
- Saigyō: Gedichte aus der Bergklause: Sakashū, ausgewählt und übersetzt mit Einführung und Kommentar von Ekkehard May. Handbibliothek Dieterich. Dieterich’sche Verlagsbuchhandlung: Mainz 2018. ISBN 978-3-87162-098-0.